# Joel Neto
Joel Neto (n. Angra do Heroísmo, 1974) é um escritor e cronista português. Escreveu nos mais diferentes géneros e atingiu os tops de vendas  com Arquipélago (romance, 2015), A Vida no Campo (diário, 2016), Meridiano 28 (romance, 2018) e A Vida no Campo: Os Anos da Maturidade (diário, 2019), igualmente aplaudidos pela crítica. Ganhou o Grande Prémio APE de Literatura Biográfica 2016-2018 com A Vida no Campo, livro que também foi levado ao teatro, com encenação de Luísa Pinto, e protagonizou um documentário de rádio da autoria de Fernando Alves.    
Foi co-autor (com Ana Margarida de Carvalho) da Carta Aberta dos Escritores de Língua Portuguesa Contra o Racismo, a Xenofobia e o Populismo e Em Defesa de Uma Cultura e de uma Sociedade Livres, Plurais e Inclusivas, subscrita por mais de 300 escritores da lusofonia. Está representado tanto no Plano Nacional de Leitura como no Plano Regional de Leitura dos Açores.    
Foi o autor do conceito do Azores Book Hotel, hotel literário de Angra do Heroísmo, e fundou com a mulher, Marta Cruz, a Lar Doce Livro-livraria, café & posta-restante e a Dois Caminhos Editores. É vice-presidente da SEDES Açores e presidente da Dois Caminhos-Associação Para a Promoção da Arte e da Cultura.   

## Biografia
Nasceu na Ilha Terceira, arquipélago dos Açores, e começou a escrever para a imprensa aos 15 anos, no jornal Diário Insular. Mudou-se para Lisboa aos 18 anos, para estudar Relações Internacionais no Instituto Superior de Ciências Sociais e Políticas, mas o jornalismo manteve-se a sua principal actividade.
Durante década e meia, trabalhou em jornais e revistas, na televisão e na rádio, nas qualidades de repórter, editor, chefe de redacção, autor de conteúdos e apresentador. Diário de Notícias, Grande Reportagem, Volta ao Mundo, NS', Focus, Jornal de Notícias e O Jogo são apenas algumas das publicações a que ligou o seu nome. 
Na estação pública açoriana de televisão, RTP/Açores, os seus programas Choque de Gerações (2004-2005) e História da Minha Vida (2005-2007) atingiram alguma notoriedade. Foi colaborador da TSF-Rádio Notícias, integrou o painel de comentadores de golfe da estação desportiva SportTV e ganhou os prémios José Roquette, Gazeta de Reportagem, Jornal da Praia e Atlante. 
Voltou à Ilha Terceira em 2012, determinado a dedicar-se inteiramente à literatura, e vive desde então no lugar dos Dois Caminhos, freguesia da Terra Chã, onde cuida de um jardim, um pomar e dois cães. É casado com a investigadora e editora de texto Marta Louro Cruz, de quem tem um filho, Artur, nascido em 2022. A experiência deu origem à coluna Pai Aos 50, publicada aos domingos, desde o Verão desse ano, na revista Notícias Magazine (Diário de Notícias/Jornal de Notícias); e a um podcast semanal homónimo. 
Integra os painéis dos programas de rádio Efeito Borboleta (Antena 1, com Raquel Varela) e de televisão Novo Normal (RTP Açores, com Nuno Costa Santos, Pedro Pereira e Luciano Barcelos). É um dos protagonistas do agregador "Notáveis dos Açores" e membro do Conselho Regional de Cultura da Região Autónoma açoriana.
Foi o autor do conceito do Azores Book Hotel, hotel literário de Angra do Heroísmo, e fundou com a mulher, Marta Cruz, a Lar Doce Livro-livraria, café & posta-restante, na mesma cidade. É vice-presidente da SEDES Açores e presidente da Dois Caminhos-Associação Para a Promoção da Arte e da Cultura.

## Percurso literário
Autor, entre outros, dos títulos Arquipélago ou O Citroën Que Escrevia Novelas Mexicanas, Joel Neto publicou no jornal Diário de Notícias a coluna A Vida No Campo, série de relatos sobre o seu próprio regresso à Terra Chã. O diário daí resultante, A Vida no Campo (ed. Marcador, Maio de 2016), chegou ao mercado já em segunda edição, reunindo os elogios de alguns dos principais críticos portugueses e vindo a ganhar, em 2019, o Grande Prémio APE de Literatura Biográfica. Foi continuado no volume A Vida no Campo: Os Anos da Maturidade (ed. Cultura, Maio de 2019).
Antes disso, o romance Arquipélago tivera a sua primeira edição esgotada em apenas duas semanas. Aplaudido pela crítica e finalista do Prémio Fernando Namora 2015, chegara à quarta em menos de três meses. Antes ainda, o volume de contos O Citroën Que Escrevia Novelas Mexicanas fora adoptado como leitura obrigatória pela Universidade dos Açores e (com o título Nunca Mais Roubei Gravatas) editado no Brasil, coisa que aliás acontecera também com o romance Os Sítios Sem Resposta (com o título Os Lugares Sem Resposta); e a biografia José Mourinho, o Vencedor fora traduzida em Inglaterra e na Polónia.
Meridiano 28, o mais recente romance, foi editado na Primavera de 2018, com a chancela da Cultura Editora, e não tardou a chegar aos tops de vendas também. «Será difícil, e talvez inútil, rotulá-lo quanto à sua filiação literária, tanto nos Açores como no continente», escreveu João de Melo, autor de Gente Feliz Com Lágrimas e O Meu Mundo Não É Deste Reino. «A única evidência, e sobretudo a mais natural, é a da sua pertença à grande literatura portuguesa. Ponto final.» Em Janeiro de 2020, Joel Neto anunciou a criação de um podcast com a leitura integral do livro, destinada à celebração do 75º aniversário do fim da II Guerra Mundial e da instauração da paz na Europa. Os episódios passaram a ser disponibilizados semanalmente em todas as plataformas de podcast. 
Meridiano 28 e Jénifer, Ou a Princesa da França integram o Plano Nacional de Leitura. O Terceiro Servo, Os Sítios Sem Resposta, Arquipélago e Meridiano 28, além do díptico A Vida no Campo, integram o Plano Regional de Leitura dos Açores. O Terceiro Servo faz parte do programa da área de Estudos Açorianos da Pontifícia Universidade Católica do Rio Grande do Sul, no Brasil, e Arquipélago do da área correspondente no Department of Portuguese and Brazilian Studies da Brown University, nos Estados Unidos.
Joel Neto foi, em 2017, o autor do Manifesto Pela Poesia que marcou as celebrações do Dia Mundial da Poesia, sucedendo na função a escritores como Gonçalo M. Tavares e José Luís Peixoto. Em 2019, a agência Pinto Lopes Viagens, sediada na cidade do Porto, anunciou a criação de um roteiro turístico especial pelas ilhas açorianas centrado nos seus livros. É da sua autoria também o volume da Colecção Portugal (ed. Centro-Atlântico) dedicado à ilha Terceira, o primeiro território não continental contemplado.
Além dos romances e dos contos que o representam em antologias e edições especiais em Portugal, Espanha, Itália, Brasil ou Coreia do Sul, mantém, enquanto cronista, colaboração com diferentes jornais portugueses, açorianos e da diáspora portuguesa nos Estados Unidos e no Canadá. Em 2019, a Companhia de Teatro Narrativensaio-AC fez circular pelo país o espectáculo A Vida no Campo, baseado na obra homónima (e com dramaturgia do próprio autor e de Catarina Ferreira de Almeida).
Foi co-autor (com Ana Margarida de Carvalho) da Carta Aberta dos Escritores de Língua Portuguesa Contra o Racismo, a Xenofobia e o Populismo e Em Defesa de Uma Cultura e de uma Sociedade Livres, Plurais e Inclusivas, subscrita por mais de 300 destacados escritores da lusofonia e integrou o grupo de 46 autores de Bode Inspiratório/Escape Goat, folhetim colectivo que marcou a reacção da literatura portuguesa à pandemia da Covid-19, editado em Portugal em versão bilingue (português/inglês).
É formador de diferentes cursos de escrita criativa, nomeadamente nas áreas da crónica, do romance e da não ficção. 

## Obra publicada
ROMANCE:
- 2000 - O Terceiro Servo (2.ª edição) b)
  - edição especial 20º aniversário (2020)
- 2012 - Os Sítios Sem Resposta b)
  - edição brasileira: Os lugares sem resposta
- 2015 - Arquipélago (7.ª edição) b)
  - finalista do Prémio Literário Fernando Namora 2015

- 2018 - Meridiano 28 (2ª edição) a) b)
  - edição especial limitada e numerada (2021)

DIÁRIO:
- 2016 - A Vida no Campo (5.ª edição) b)
  - Grande Prémio APE de Literatura Biográfica 2019

- 2019 - A Vida no Campo: Os Anos da Maturidade b)

CONTO/NOVELA:
- 2002 - O Citroën Que Escrevia Novelas Mexicanas (2.ª edição)
  - edição especial 20º aniversário (2022)
  - edição brasileira: Nunca mais roubei gravatas
- 2019 - Só Tinha Saudades de Contar Uma História

- 2023 - Jénifer, Ou a Princesa da França a)
  - edição americana: Jénifer, Or a French Princess

CRÓNICAS:
- 2003 - Al-Jazeera, Meu Amor
- 2007 - Todos Nascemos Benfiquistas – Mas Depois Alguns Crescem
- 2011 - Banda Sonora Para Um Regresso a Casa

FOLHETIM:
- 2020 - Bode Inspiratório (obra colectiva)

OUTROS:
- 2004 - José Mourinho, O Vencedor (biografia, 4.ª edição)
  - edição britânica: Mourinho, the true story
- 2008 - Crónica de Ouro do Futebol Português (obra colectiva) - autoria do primeiro volume, "A Equipa de Todos Nós" (história)
- 2011 - Bíblia do Golfe (divulgação)

- 2020 - Muito Mais do Que Saudade (reportagem/exercício semiótico em co-autoria com Catarina Ferreira de Almeida)

- 2020 - Uma História de Amor-Para um retrato dos portugueses da Base das Lajes e das relações de afecto que o tempo deixou para trás (retrato)

- 2024 - Terceira-O Amor É Uma Memória (evocação)

PEÇAS DE TEATRO:
- 2019 - A Vida no Campo (com Catarina Ferreira de Almeida; encenação original pela Companhia Narrativensaio)
- 2021 - Eu Nunca Vi Um Helicóptero Explodir (com Catarina Ferreira de Almeida; encenação original pela Companhia Narrativensaio)

a) livro do Plano Nacional de Leitura; b) livro do Plano Regional de Leitura dos Açores